# Кешлак-е-Таразлу
Кешлак-е-Таразлу (перс. قشلاق طرزلو) — село в Ірані, входить до складу дехестану Ровзех-Чай у Центральному бахші шахрестану Урмія провінції Західний Азербайджан.